# Don Checco
Don Checco és una òpera en dos actes amb música de Nicola de Giosa sobre un llibret d'Almerindo Spadetta. Va ser estrenada l'11 de juliol de 1850 al Teatro Nuovo de Nàpols. Don Checco va ser una obra mestra de De Giosa i un dels èxits més grans en la història de l'òpera buffa napolitana.
L'acció es desenvolupa en una fonda de poble propera a Nàpols i conté elements habituals de l'òpera buffa napolitana: joves amants que han de fer front a dificultats, enganys, identitats fingides i un final feliç. El seu protagonista, un convidat a la fonda, és Don Checco Cerifoglio, un ancià profundament endeutat i que fuig de l'algutzir del misteriós Comte de Ridolfi. L'òpera es va representar 98 vegades al Teatro Nuovo a la seva presentació i va ser produïda regularment en nombrosos teatres d'òpera d'Itàlia i fora Itàlia al llarg de quatre dècades. Després d'anys d'oblit, va ser reestrenada el 2014 en una coproducció del Teatro San Carlo de Nàpols i del Festival della Valle d'Itria de la ciutat italiana de Martina Franca.

## Context
Don Checco va ser la cinquena òpera de De Giosa. Almerindo Spadetta, un advocat i prolífic llibretista per afició, havia escrit abans per a De Giosa el llibret de la segona òpera del compositor, Elvina, una òpera semiseria estrenada a Nàpols el 1845. En Don Checco, com en la majoria de les òperes bufes napolitanes d'aquell període, les àries i els recitatius principals estan escrits en idioma napolità. L'èxit o el fracàs de les obres depenia sovint de l'habilitat del basso buffo que cantava el paper principal i que havia, de ben segur, d'improvisar molts de les seves línies, de vegades adreçant-se a l'audiència directament. El paper de Don Checco el va estrenar Raffaele Casaccia, un veterà dels teatres d'òpera napolitans famós per les seves interpretacions en papers còmics. Els altres dos basso buffo de l'obra, Bartolaccio i Succhiello (antagonistes principals de Don Checco), van ser interpretats per Giuseppe Fioravanti i el seu fill Valentino. Els tres pertanyien a la companyia del Teatro Nuovo de Nàpols. L'historiador de música Sebastian Werr va indicar que la figura de l'empobrit Don Checco, qui inicialment obté menjar i habitació de franc a la posada mitjançant un engany, però que finalment veu com li són perdonats els seus deutes, pot ser vist com un somni fet realitat de l'audiència del Teatro Nuovo. Els espectadors eren majoritàriament de les classes mitja i baixa de Nàpols, en situació econòmica poc afavorida. Segons Werr, el final amb l'oblit de l'endeutament de Don Checco, és també una afirmació de la idea, "sovint vista com a típicament napolitana, de què és necessari un cert descaradament per a poder viure".

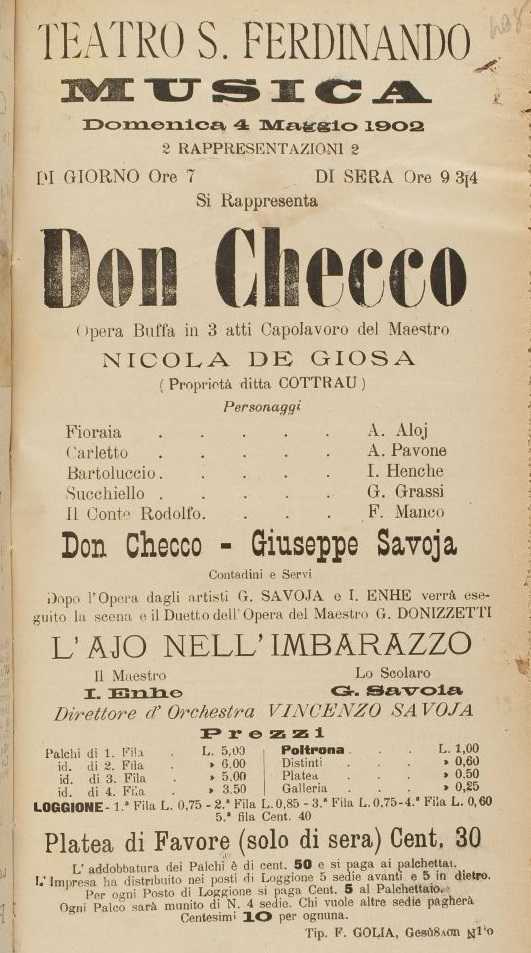
Cartell per una representació de Don Checco al Teatro San Ferdinando de Nàpols el 1902

## Història de les representacions
L'estrena va tenir lloc l'11 de juliol de 1850 al Teatro Nuovo amb un èxit extraordinari. Es van fer un total de 98 representacions en aquella producció del Teatro Nuovo, una companyia que l'any 1851 va ser convidada al "Teatre Reial d'Òpera" de Nàpols, o sigui, el Teatro San Carlo, per a una representació especial a benefici del pobres de la ciutat, incloent-hi tots els cantants, l'orquestra i el cor. L'òpera va ser una de les favorites del rei Ferran II de les Dues Sicílies, qui sovint assistia a les seves representacions a Nàpols. Arran d'una visita d'estat a Lecce, el 1859, la ciutat li havia preparat una representació de gala de Il trovatore de Verdi. Tanmateix, quan Ferran va ser informat dels plans i va veure que Michele Mazzara era a la ciutat, n'era un famós baix napolità, va demanar que es representés Don Checco: "Què Trovatore i Trovatore, vull sentir Don Checco. Vull divertir-me". Així doncs, el teatre va haver d'organitzar la representació de Don Checco amb molt poques hores de marge.
Al llarg de les següents quatre dècades l'òpera va tenir al voltant de 80 produccions diferents. Va ser interpretada arreu i fora d'Itàlia, incloent-hi França, Malta, Egipte (El Caire) i Espanya. A Catalunya es va estrenar al Teatre Circ Barcelonès el 18 de febrer de 1859, a càrrec de la Societat Lírica-Dramàtica, i es va representar al Gran Teatre del Liceu de Barcelona per primer cop el 22 de novembre de 1863, en italià. Encara es representava a Nàpols l'any 1902. Per a actuacions fora Nàpols, el llibret s'adaptava als gustos locals, amb el paper de Don Checco traduït a l'italià. Entre les adaptacions es troba la de Carlo Cambaggio, una versió italiana del llibret que va convertir la prosa original de Spadetta en vers. Una altra versió del llibret, publicada el 1877, va adaptar la història per un repartiment on tot eren homes, convertint el paper de Fiorina (l'únic paper de dona de la versió original) en Fiorino, fill del posader. En aquesta versió Carletto i Fiorino només volen ser amics, òbviament. Malgrat la seva gran popularitat, Don Checco va caure del repertori a primers del segle xx, tot i que el personatge va ser recollit en la cançó Don Checchino, composta per Raffaele Viviani per a una representació del 1933 de l'obra L'ombra di Pulcinella.
La primera representació de l'òpera dels temps moderns van tenir lloc el 25 de setembre de 2014 al teatre de la cort del Palau Reial de Nàpols, que va ser la residència de Ferran II. La reestrena va ser una coproducció del Teatro San Carlo de Nàpols i del Festival della Valle d'Itria de la ciutat de Martina Franca. Es va fer servir una edició crítica de la partitura de Lorenzo Fico i l'escenificació va ser dirigida per Lorenzo Amato, qui la va actualitzar del 1800 a la dècada del 1950. Francesco Lanzillotta va dirigir l'orquestra i el cor del Teatro San Carlo. L'òpera va ser interpretada novament el juliol de 2015 al Festival della Valle d'Itria. Aquesta interpretació, amb un repartiment nou, va ser enregistrada en directe i el disc va ser publicat el 2016 sota el segell Dynamic.

## Personatges
| Paper                                                                | Tipus de veu | Estrena, 11 de juliol de 1850 |
| -------------------------------------------------------------------- | ------------ | ----------------------------- |
| Don Checco Cerifoglio, un ancià endeutat                             | Baix         | Raffaele Casaccia             |
| Bartolaccio, un posader                                              | Baix         | Giuseppe Fioravanti           |
| Fiorina, filla de Bartolaccio                                        | soprano      | Giorgina Evrard               |
| Carletto, cap dels cambrers de Bartolaccio                           | Tenor        | Tancredi Remorini             |
| Roberto, un pintor, de fet el Comte de Ridolfi disfressat            | Baix         | Raffaele Grandillo            |
| Succhiello Scorticone, algutzir del Comte de Ridolfi                 | Baix         | Valentino Fioravanti          |
| Camperols, clients de la fonda, agents policials, cambrers, un pagès |              |                               |

## Argument
Lloc: un poble proper a Nàpols, a primers del segle XIX
Acte 1

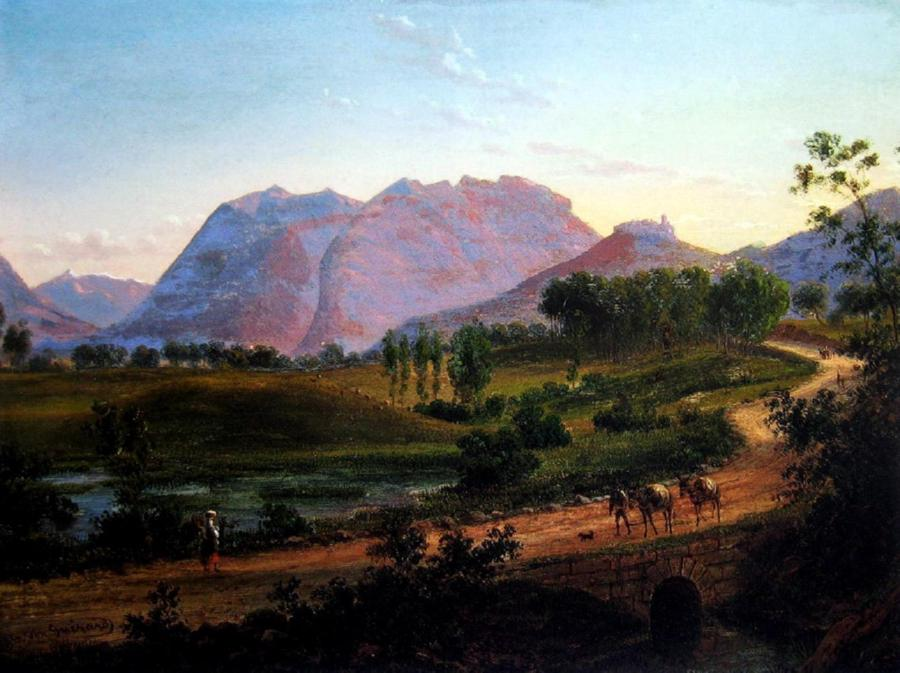
Pintura d'Eugene von Guerard de la carretera a Nàpols a través de la Campania, circa 1830

L'òpera s'inicia a l'interior de la posada de Bartolaccio. El camí cap a Nàpols, amb turons al fons, es pot veure a través de l'entrada de la posada. La filla de Bartolaccio, Fiorina, es troba al menjador, mentre que Bartolaccio i el seu cambrer Carletto s'afanyen a atendre als convidats. Roberto, un artista que s'allotja a la posada, es troba a un costat de la sala, pintant i aparentment poc interessat en què passa al seu voltant. Sense que ho sàpiga ningú, ell és en realitat el ric Comte de Ridolfi, disfressat. Bartolaccio acusa Fiorina de coquetejar amb tots els homes presents i li demana que marxi cap a la cuina. Roberto retreu a Bartolaccio el seu dur comportament amb Fiorina. Més tard Fiorina i Carletto es declaren el seu amor l'un per l'altre. Quan li expliquen a Bartolaccio, aquest es nega decididament a consentir el matrimoni i, de fet, només permetrà a Fiorina casar-se amb un home adinerat. Ordena a Carletto que marxi de la posada, el jove fa veure que obeeix però s'amaga al celler.
En aquest punt Don Checco Cerifoglio arriba a la posada. Vestit molt pobrament i amb la roba trencada, fuig d'un algutzir que el persegueix pels deutes que té amb el Comte de Ridolfi. Durant un llarg intercanvi entre Don Checco i Bartolaccio, qui vol prendre-li la comanda pel sopar, Bartolaccio es convenç que Don Checco és realment el Comte de Ridolfi. Se sap que el comte viatja pel seu domini disfressat per tal d'observar els seus súbdits. Ja que Bartolaccio també li deu diners al comte, tracta el seu hoste amb obsequiosament. Don Checco permet a Bartolaccio creure que ell és el comte, mentre que Roberto (el vertader comte) mira amb sorpresa aquest gir dels esdeveniments. Més tard, Fiorina i Carletto es dirigeixen a Don Checco, convençuts també de què ell és el comte, tot esperant que intercedeixi davant Bartolaccio en nom seu. Fiorina comença a explicar la seva història, però Don Checco no arriba a entendre-la correctament i creu que ella està enamorada d'ell. Per fi entre Carletto i Fiorina li fan veure quina és la veritat, aleshores Don Checco marxa enutjat. Fiorina entra a la cuina i Carletto torna a buscar refugi al celler.
Acte 2

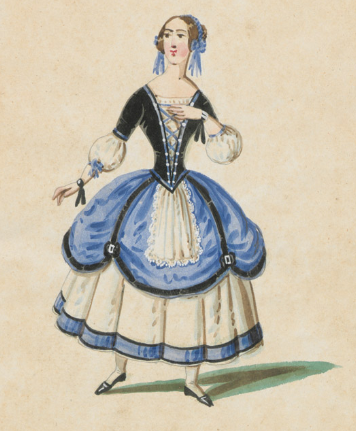
El vestit de Fiorina en una representació de 1853 al Teatro del Fondo

Fiorina i Carletto tornen a parlar amb Don Checco. Li demanen perdó pel malentès anterior i Don Checco acaba acceptant intervenir en el nom d'ells. Quan marxa la parella, Roberto, que ha tot sentit des de la seva habitació, insta també Don Checco a què els ajudi. Mentre espera pel seu àpat, Don Checco sent que algú li xiula des de l'entrada de la posada. És Succhiello Scorticone, l'algutzir que ha estat perseguint-lo. Succhiello ordena Don Checco que surti fora la posada per tal de ser arrestat. Don Checco es nega. En aquest punt arriba Bartolaccio, que ja ha parlat amb Succhiello i sap qui és Don Checco. Furiós ordena Don Checco que marxi. Don Checco es nega un altre cop.
Fiorina i Carletto esperen a la fonda l'arribada del notari que els casarà. Encara creuen que Don Checco és el veritable Comte de Ridolfi i estan convençuts de què ha intercedit amb el pare per permetre el matrimoni entre Fiorina i Carletto. Mentrestant, els camperols que havien sentit que el comte es troba a la posada arriben portant flors i garlandes com a homenatge al comte. Envoltat pels camperols i amb l'algutzir i dos policies que l'esperen a l'exterior, Don Checco es desespera. Les coses van a pitjor per ell amb l'arribada de Bartolaccio, qui explica l'engany de Don Checco davant tothom.
Un camperol lliura llavors una carta a Succhiello, qui l'obre i llegeix el contingut a tots els presents. És del Comte de Ridolfi. A la carta perdona els deutes de Don Checco i de Bartolaccio i manifesta el seu desig de què Fiorina i Carletto es casin. També atorga un dot de 1000 ducats a Fiorina i un regal de 3000 ducats a Carletto. Sorprès, Bartolaccio li pregunta a Succhiello com el comte hauria pogut saber el que estava passant a la posada. Succhiello revela que el comte havia estat allà disfressat de l'artista Roberto. Bartolaccio accepta feliçment el matrimoni i ofereix a Don Checco hospitalitat gratuïta a la seva posada. L'òpera acaba amb Don Checco cantant un llarg soliloqui sobre l'endeutament i assenyalant que de vegades pot conduir a una felicitat imprevista ("Dunque, amici, a me credete, a far debiti correte"). L'obra acaba amb el final coral en forma de brindis de tothom ("Sì, un brindisi del conte").

## Enregistrament
- De Giosa: Don Checco – Domenico Colaianni (Don Checco), Carmine Monaco (Bartolaccio), Carolina Lippo (Fiorina), Francesco Castoro (Carletto), Rocco Cavalluzzi (Roberto), Paolo Cauteruccio (Succhiello Scorticone); Transylvania State Philharmonic Chorus, Orchestra Internazionale d'Italia, Matteo Beltrami (director). Enregistrat en directe al Festival della Valle d'Itria, juliol de 2015. Segell: Dynamic CDS7737[15]